# طبيب عظام
طبيب العظام هو طبيب متخصص بدراسة الجهاز العظمي للإنسان، أخذ أطباء العظام يتطورون بالمعدات والطرق على يد رواد أطباء العظام.
يشمل تخصص طب وجراحة العظام العديد من التخصصات الفرعية مثل جراحة اليد، جراحة الكتف والمرافق، جراحة استبدال المفاصل، جراحة القدم والكاحل، وجراحة العمود الفقري؛ وهم أبرز التخصصات الفرعية في هذا المجال.

## أطباء عظام بارزين
- جان بيار دايفيد
- جاي اندرايه فينل